# Seizième amendement de la Constitution des États-Unis

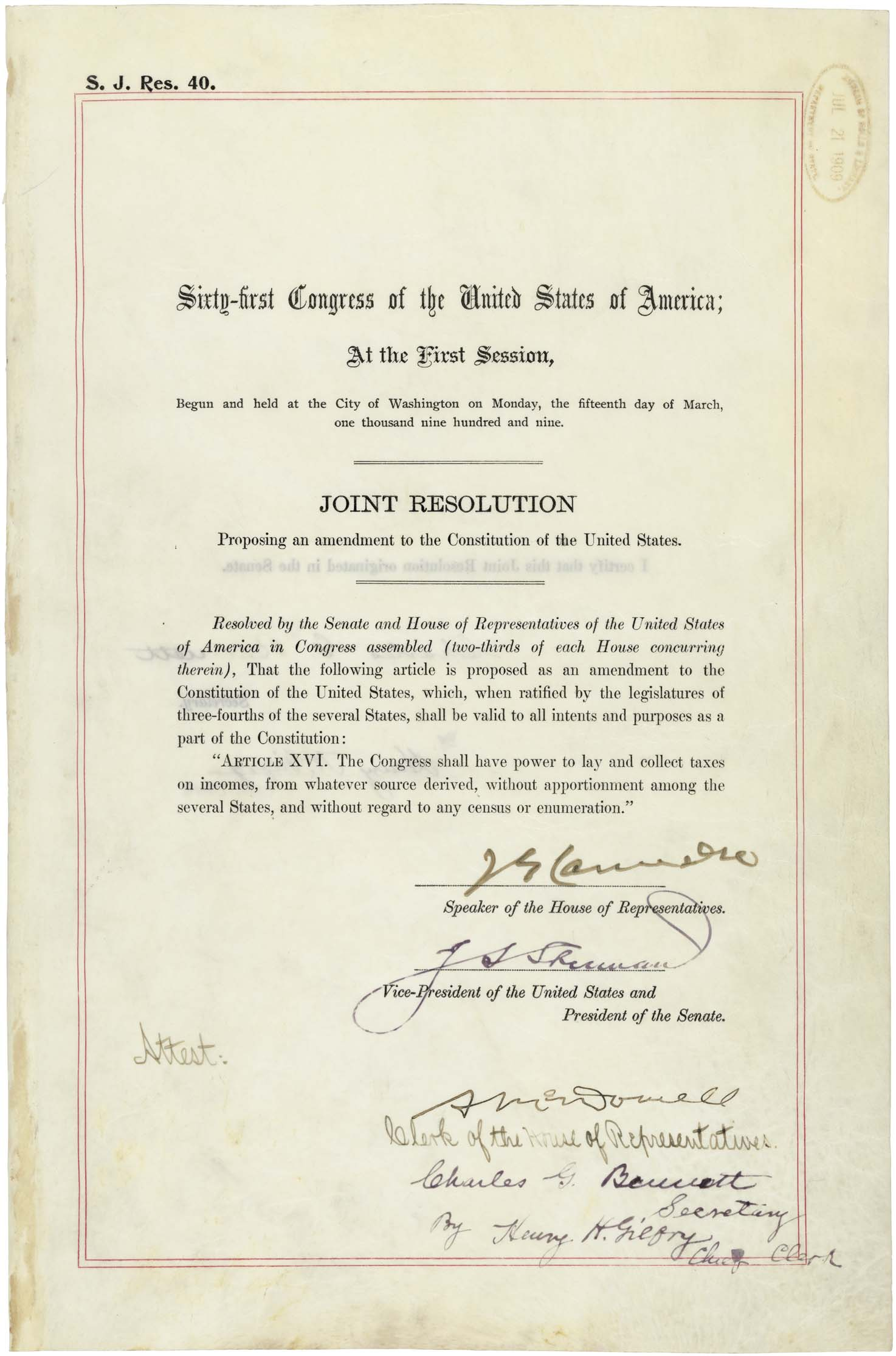
Texte du XVIe amendement.

Le 16e amendement de la Constitution des États-Unis permet au Congrès de lever un impôt sur le revenu sans le répartir entre les États ni se baser sur les résultats du recensement. Il est ratifié le 3 février 1913.

## Texte
« The Congress shall have power to lay and collect taxes on incomes, from whatever source derived, without apportionment among the several States, and without regard to any census or enumeration. »
« Le Congrès aura le pouvoir d’établir et de percevoir des impôts sur les revenus, de quelque source dérivée, sans répartition parmi les divers États, et indépendamment d’aucun recensement ou énumération. »

## Culture populaire
- Le XVIe amendement est au cœur de l'intrigue du roman Le Complot Malone de Steve Berry[1].